# Casa de Moneda de San Francisco

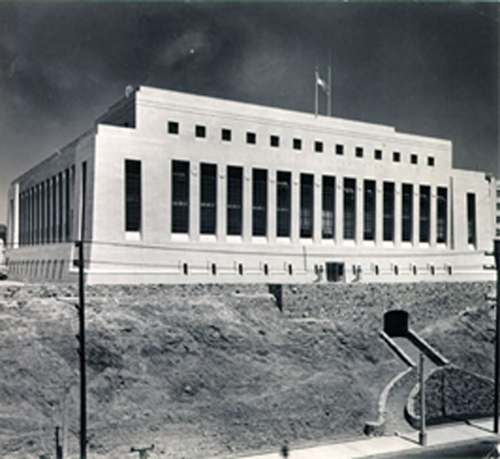
Edificio actual, construido en 1937.

La Casa de Moneda de San Francisco (en inglés, San Francisco Mint) es parte de la Casa de Moneda de los Estados Unidos, que fue abierta en 1854 en San Francisco, Estados Unidos, para ofrecer sus servicios a la comunidad que participó en la fiebre del oro de California. Rápidamente sobrepasó la capacidad de su edificio original y se trasladó a otro más amplio en 1874. Este nuevo edificio fue uno de los pocos que sobrevivieron al Terremoto de San Francisco de 1906, y funcionó para la Casa de Moneda hasta 1937, cuando se inauguró el edificio actual. Durante su primer año de operaciones, la Casa de Moneda de San Francisco emitió 4 millones de dólares en monedas, acuñadas a partir de lingotes de oro.
- Datos: Q3109253
- Multimedia: San Francisco Mint / Q3109253